# Meine Liebe (2006)
Meine Liebe ist ein russischer Öl-auf-Glas-Animations-Kurzfilm von Alexander Petrow aus dem Jahr 2006. Er beruht auf der Geschichte История любовная von Iwan Schmeljow.

## Handlung
Der 15-jährige Anton muss für Prüfungen lernen. Als er Anton Tschechows Von der Liebe liest, entdeckt er die Liebe für sich. Unschuldig liebt er das Hausmädchen der Familie, Pasha, sieht sein Ideal jedoch in der schwarzhaarigen, stets brilletragenden zehn Jahre älteren Nachbarin Serafina, die er als „Göttin“ verehrt. Eines Tages schreibt er Serafina einen poetischen Brief und sie verabreden sich in der Nacht im Garten. Die Frau küsst Anton, weicht jedoch anschließend vor ihm zurück. Pasha wiederum soll auf Anweisung ihrer Tante den Knecht Stepan heiraten, auch wenn sie sich an Anton gebunden fühlt. Sie lässt sich dennoch mit Stepan ein, als sie sieht, wie Anton die Nachbarin küsst. Der hat Liebe bisher immer nur als ideelles Konstrukt der Verehrung angesehen. Als er Pasha und Stepan daher zusammen im Stall erwischt, beschimpft er beide als Perverse. Pasha sagt sich von ihm los und bezeichnet die Nachbarin als Hure.
In einer Nacht geht der Stall eines Rinderhüters infolge eines Beziehungsstreits in Flammen auf. Als Stepan am nächsten Tag den aus dem Stall entlaufenen Stier einfangen will, wird er vom Stier angegriffen und getötet. Pasha erleidet einen Zusammenbruch. Anton erhält einen Brief von Serafina, in dem sie sich mit ihm in der Kirche verabredet. Beide gehen in die Natur zu einem See, wo Serafina anfängt, Anton auszuziehen. Der will endlich die Augen Serafinas sehen und sie nimmt die Brille ab – ihr Gesicht ist vollkommen entstellt und Anton ist entsetzt. Er verfällt in einen Schockzustand, aus dem er sich nur langsam erholt. Als er genesen ist, erfährt er, dass Pasha in ein Kloster gegangen ist, und er trauert nun um seine erste, reinste Liebe.

## Produktion
Meine Liebe wurde wie alle Filme Petrows als Öl-auf-Glas-Animation realisiert. Die Arbeit am Film nahm drei Jahre in Anspruch. Meine Liebe erlebte am 27. August 2006 auf dem Hiroshima Kokusai Animation Festival seine Premiere.

## Auszeichnungen
Meine Liebe gewann 2006 den Preis der FIPRESCI des Internationalen Leipziger Festivals für Dokumentar- und Animationsfilm. Auf dem Filmfest Dresden wurde Meine Liebe 2007 mit dem Hauptpreis als bester Animationsfilm ausgezeichnet. Er erhielt im gleichen Jahr zudem den Hauptpreis als bester Kurzfilm auf dem Melbourne International Film Festival.
Meine Liebe wurde 2008 für einen Oscar in der Kategorie „Bester animierter Kurzfilm“ nominiert, konnte sich jedoch nicht gegen Peter und der Wolf durchsetzen.